# Alicia Herrera
Alicia Carolina Herrera Arráez (ur. 26 lutego 1975) – wenezuelska judoczka. 
Uczestniczka mistrzostw świata w 1997, 1999 i 2001. Startowała w Pucharze Świata w 1995 i 2000. Zajęła piąte miejsce na igrzyskach panamerykańskich w 1999. Złota medalistka igrzysk Ameryki Południowej w 1998 i srebrna w 1994. Wicemistrzyni igrzysk Ameryki Środkowej i Karaibów w 1993, a także mistrzostw panamerykańskich w latach 1998 i 1999.